# Васецкий, Антон Алексеевич
Анто́н Алексе́евич Васе́цкий (родился 28 марта 1983, Свердловск) — русский поэт, журналист.

## Биография
Окончил факультет журналистики Уральского государственного университета. Работал на телевидении, в электронных и печатных СМИ.
Публиковался в разных литературных изданиях, в том числе в журналах «Урал», «Дружба народов», «Арион», «Октябрь», «Наш современник». Автор книг стихов «Стежки» (Союз писателей, 2006) и «Монтаж всё исправит» (Стеклограф, 2018). 
Куратор литературного проекта «Провинция показывает зубы» клуба «Русского института» (2007—2008). В разные годы стихи Васецкого использовались в проекте «Круг чтения» Московского художественного театра имени Чехова.
Участник Антологии современной уральской поэзии (2004—2011) и энциклопедии «Уральская поэтическая школа (1981—2012)», подготовленных Виталием Кальпиди. В 2011 году был включён Юрием Казариным в книгу «Поэты Урала» вместе с Аркадием Застырцем, Евгением Касимовым, Майей Никулиной, Алексеем Решетовым, Евгением Ройзманом, Борисом Рыжим, Романом Тягуновым и другими поэтами. В 2018 году вошёл в антологию «Современное русское стихотворение (1992—2017)», включившую в себя стихотворения 228 российских поэтов, которые, по мнению составителя Артёма Скворцова, являются «заметными явлениями современной русской поэзии».
Участник и стипендиат XVI Форума молодых писателей ФСЭИП (2016). Лауреат нижегородского поэтического фестиваля «Литератерра» (2007), литературного конкурса Facultet (2007), международного арт-фестиваля «Провинция у моря» (2016), конкурса имени Константина Васильева (2016), «Антоновка 40+» (2024). Финалист и лонг-листёр разных литературных премий и фестивалей, в том числе – «Белла» (2016), «Русский Гофман» (2017), «Лицей» (2019), Волошинский конкурс (2022), «Гипертекст» (2023), Премия А.Казинцева (2024). 
Член жюри премии «12» (2019). Участник совета экспертов национальной литературной премии «Слово» (2024).
Живёт в Москве. Работает в сфере новых медиа и коммуникаций. Преподаёт соответствующие дисциплины в вузах.

## Критика
О книге «Стежки»:
- Юрий Казарин: «...Бо́льшая часть стихов в этой книге — это стихи, в которых есть и музыка, и голос, и своя картина мира, достоверная в силу наличия в поэтической ткани не только признаков современной эстетики, но и этики, нравственных болевых точек и человеческого достоинства. Книга Антона Васецкого интересна прежде всего потому, что она весьма показательный и талантливый результат столкновения двух эпох: первой — несколько тысячелетий, а вторая — только начинает дышать, то есть мучиться, думать и говорить»[29].

О книге «Монтаж всё исправит»:
- Андрей Пермяков: «Вторая книга Антона Васецкого являет нам почти безупречную психологическую картину спирального развития: от ироничной внутренней оценки процесса становления собственной личности до умения пристально взглянуть на себя и мир со стороны. Вернее — с разных сторон и разных точек зрения. В том числе и незабытым детским взглядом»[30].
- Артём Скворцов: «Ядро книги — собрание ярких верлибров. В метрически урегулированных текстах автору порой непросто совладать с чужой интонацией, в свободных же он совпадает с самим собой и оказывается в стихии, где ему подвластно всё: звук, пластика фразы, эмоция, мысль, композиция»[31].
- Данила Давыдов: «Для Антона Васецкого характерна просодическая свобода, разнообразная работа не только с чистым верлибром или с чистой силлабо-тоникой, но и с переходными формами; принцип циклизации позволяет автору подходить к поэтическому метасюжету с разных сторон. Сам разговор о метасюжете здесь неслучаен: перед нами именно целостная поэтическая книга, а не просто сборник. Васецкий предлагает своего рода историю становления взрослеющего человека, желающего существовать в нормативном социуме и фрустрированного противоречащим такого рода нормативности мифом о богемном поэте»[32].